# Вила Роза
„Вила Роза“ е български хорър трилър от 2013 г.
Режисьор на лентата е Мартин Макариев, оператор е Иван Вацов, а сценарист – Борислав Захариев. Актьорският колектив е съставен от 5 артисти: Калин Врачански, Лидия Инджова, Елена Петрова, Пламен Манасиев и американеца Дейвид Чокачи, известен в България с ролята си на Коди Мадисън в сериала „Спасители на плажа“.
Лентата е заснета за 20 дни. Представлява художествена интерпретация, вдъхновена от разкази на очевидци и улики, открити на територията на вилата.